# Archidiecezja Nagpur
Archidiecezja Nagpur (łac. Archidioecesis Archidioecesis Nagpurensis, ang. Archdiocese of Nagpur) – rzymskokatolicka archidiecezja ze stolicą w Nagpurze w stanie Maharasztra, w Indiach. Arcybiskupi Nagpuru są również metropolitami metropolii o tej samej nazwie.

## Historia
W dniu 11 lipca 1887 roku papież Leon XIII erygował diecezję Nagpur. W dniu 19 września 1953 roku papież Pius XII podniósł diecezję do rangi archidiecezji metropolitarnej.